# Mazda Cosmo

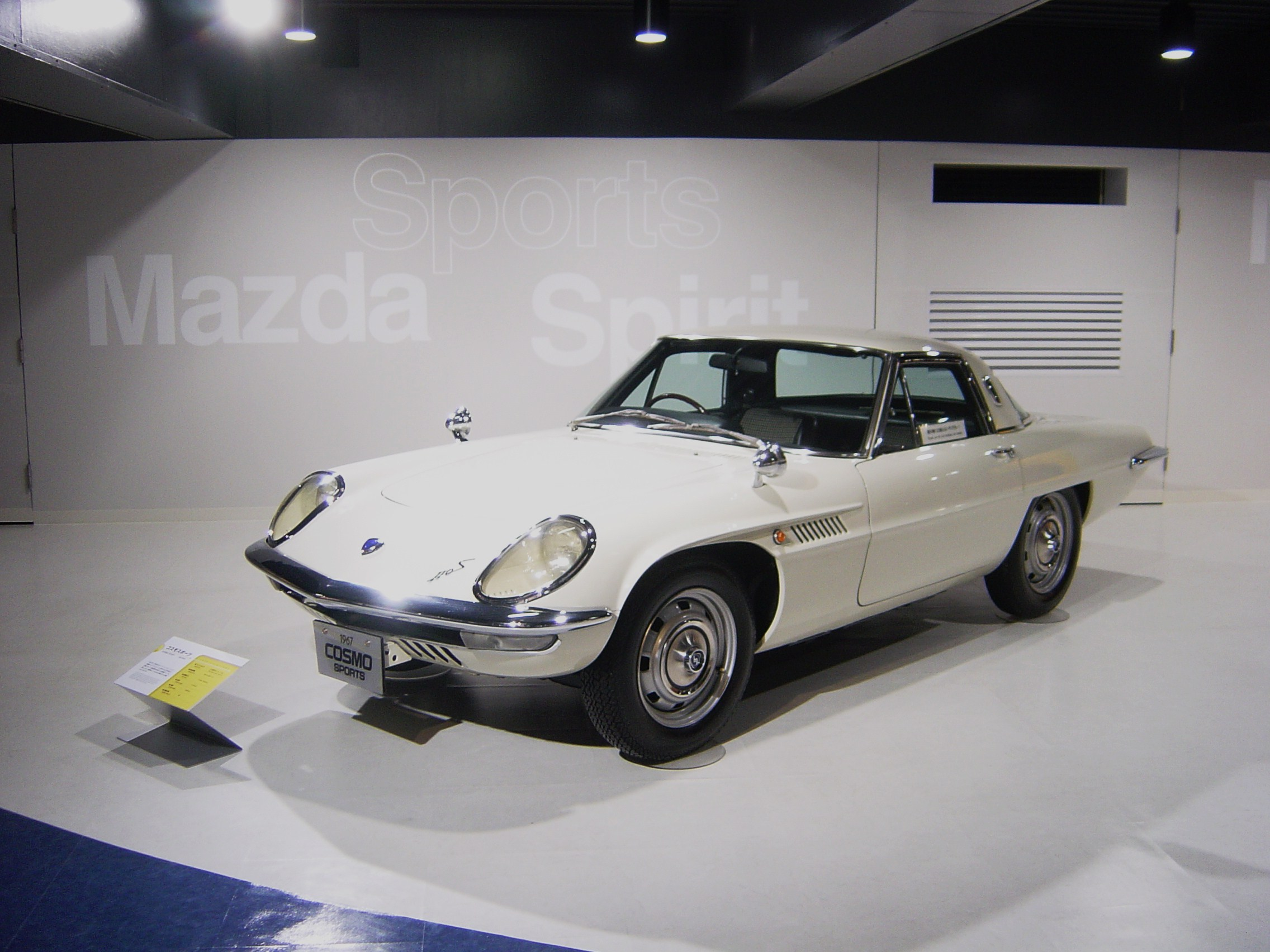
Mazda Cosmo Sport

Der Mazda Cosmo war eine Reihe von Limousinen, Hardtop-Limousinen und Coupés unter anderem mit Wankelmotor, die Mazda in Japan für den japanischen und US-amerikanischen Markt in den Jahren 1967 bis 1998 herstellte. Er wurde gefertigt in den Jahren:
- 1967–1972 als Mazda 110 S Cosmo,
- 1975–1981 als Mazda Cosmo AP / Cosmo L und
- 1973–1998 als Mazda 929 Cosmo.